# Paul Scheerbart

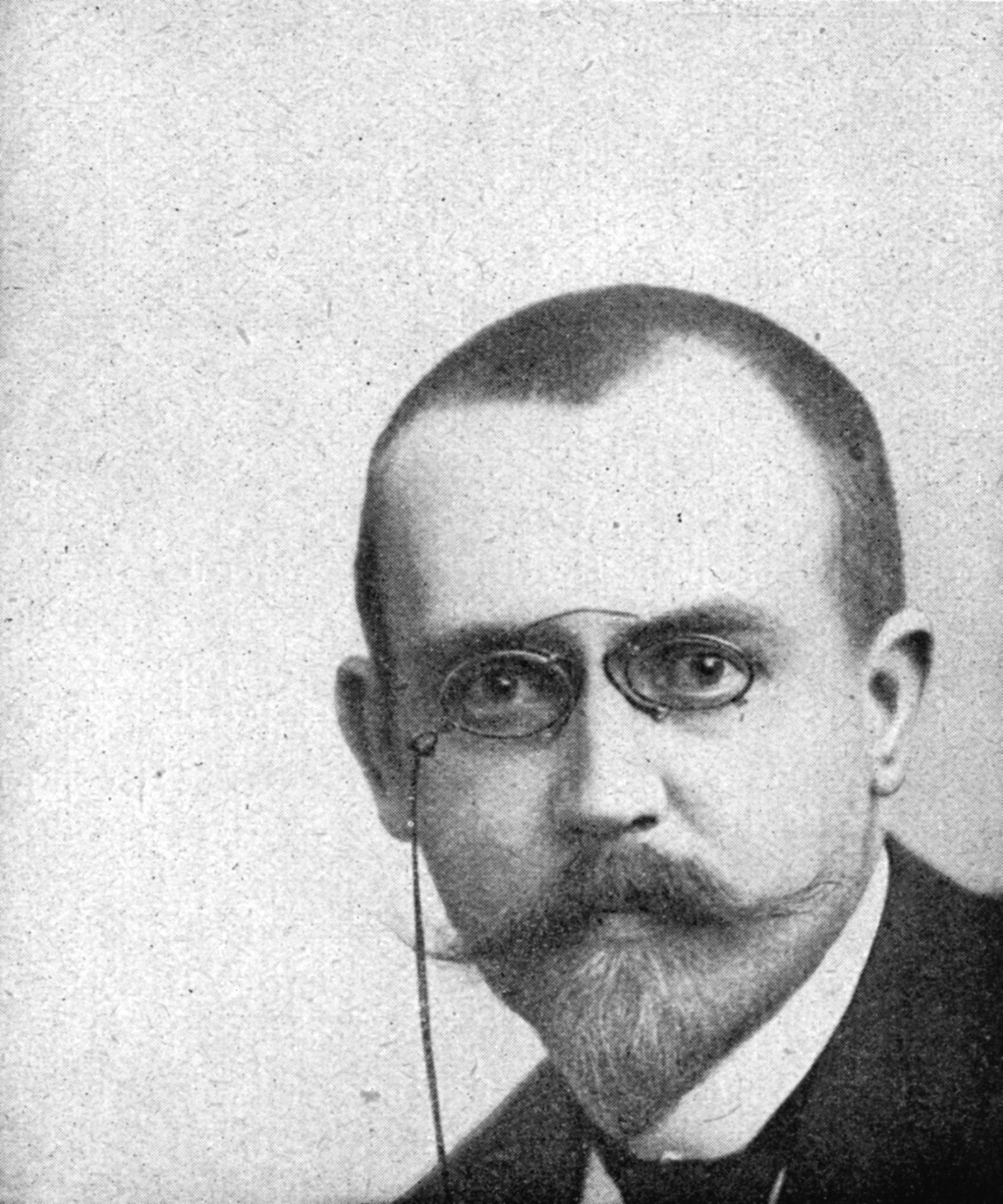
Paul Scheerbart, 1897.

Paul Scheerbart, conosciuto anche con gli pseudonimi Kuno Küfer e Bruno Küfer (Danzica, 8 gennaio 1863 – Berlino, 15 ottobre 1915), è stato uno scrittore e disegnatore tedesco, autore soprattutto di letteratura fantastica.

## Biografia
Paul Scheerbart nacque a Danzica da famiglia modesta e molto numerosa (era l'ultimo di 11 figli). Alla morte della madre, avvenuta quando lui aveva soltanto 4 anni, suo padre risposò una donna molto religiosa che si prese cura di Paul e che, alla morte altrettanto prematura del padre avvenuta nel 1873, fu l'unico suo punto di riferimento educativo e affettivo al punto da influenzare la sua scelta adolescenziale di voler studiare teologia e diventare missionario. Tuttavia nel 1882, alle soglie della giovinezza, abbandonò quel progetto e cominciò a leggere sistematicamente molta filosofia, accostandosi contemporaneamente anche alla filosofia orientale.
Nel 1884 iniziò a studiare anche la storia dell'arte, che mise a frutto a partire dal 1885 scrivendo articoli come critico d'arte per diversi giornali. Nel 1887 si stabilì a Berlino, dove nel 1889 pubblicò la sua prima opera, Das Paradies: Die Heimat der Kunst ("Il paradiso: la patria dell'arte"), e dove fondò nel 1892 la Verlag Deutscher Phantasten (casa editrice di letteratura tedesca fantastica) con la quale pubblicò però soltanto la seconda edizione di Das Paradies, la sua seconda opera Ja... was... möchten wir nicht Alles! Ein Wunderfabelbuch ("Sì... che cosa... non vorremmo! Libro di favole meravigliose") e un'unica opera di un altro autore: Pierrot Lunaire del poeta simbolista belga Albert Giraud nell'edizione poi musicata da Arnold Schönberg tradotta da Otto Erich Hartleben.
Insofferente verso ogni forma di lavoro strutturato e amante del bere e delle lunghe chiacchierate nei locali dove si tenevano i circoli letterari berlinesi, Scheerbart decise di vivere del suo lavoro di libero scrittore racimolando appena il necessario per vivere, non tanto dai suoi pur numerosi libri, quanto dalle sue collaborazioni con le riviste letterarie e di teatro più autorevoli dell'epoca come Jugend, Die Zukunft, Die Fackel, Der Sturm, Pan e Die Schaubühne.
Verso la fine del 1900 Scheerbart sposò la sua affittacamere, Anna Sommer, una vedova più grande di lui di quasi 10 anni e al contrario di lui molto pratica e poco interessata ai suoi voli fantastici, con la quale ebbe un rapporto piuttosto turbolento proprio per la loro diversità di carattere. La raccolta di lettere, che sarà pubblicata postuma col titolo Von Zimmer zu Zimmer. 70 Schmoll- und Liebesbriefe des Dichters an seine Frau ("Da stanza a stanza. 70 lettere di broncio e d'amore del poeta a sua moglie") da Meyer a Berlino nel 1921, ci restituisce un chiaro resoconto di quel tormentato rapporto.
Nel 1910 Scheerbart pubblicò Das Perpetuum mobile. Die Geschichte einer Erfindung, dove racconta dei suoi tentativi di voler costruire un perpetuum mobile (quando ancora in qualche modo si credeva all'attuabilità di un progetto del genere), con l'obiettivo non tanto di acquistarne fama, quanto di risolvere i suoi problemi economici.
Nel 1914 pubblicò presso le edizioni Der Sturm di Herwarth Walden, fondatore anche della celebre omonima rivista espressionista, il saggio Architettura di vetro (Glasarchitektur), che oltre a dargli una certa fama, influenzò in qualche modo l'allora giovane architetto espressionista tedesco Bruno Taut, col quale Scheerbart ebbe una fitta corrispondenza nel suo ultimo anno di vita, che sarà anch'essa pubblicata postuma. Morì infatti il 15 ottobre 1915, per un malore legato, secondo lo scrittore espressionista Walter Mehring, al suo rifiuto di nutrirsi come protesta contro la guerra.

## Opere

### Edizioni in italiano
- Lesabéndio (Lesabéndio. Ein Asteroiden-Roman), introduzione e cura di Fabrizio Desideri, Editori Riuniti, Roma 1982
- Architettura di vetro (Glasarchitektur), postfazione e cura di Giulio Schiavoni, Adelphi, Milano 1982
- Danza delle comete. Pantomima astrale in due atti (Kometentanz. Astrale pantomime in zwei Aufzüge), in Drammi dell'espressionismo, a cura di Cristina Grazioli, con un saggio di Francesco Bartoli, Genova, Costa & Nolan, 1996, pp. 81-107

#### Racconti
- Il Nocchiero Malwu (Stenermann Malwn), traduzione di Mariangela Sala, ne I Mondi del Caos, Grande Enciclopedia della Fantascienza III.21, Editoriale Del Drago, 1980
- Gli alberi di Giunone (Die grossen Bäume), traduzione di Alberto Lehmann, ne L'Eternauta 80, L'Eternauta 80, Comic Art, 1989
- I più audaci (noveletta di emancipazione) (Die Kühnsten. Eine Emanzipations-Novelette), traduzione di Francesca Cecchini, in Futuro Europa 27, Perseo Libri, 2000
- Meduse d'aria (storia di uno scopritore) (Die Luftquallen. Eine Entdeckungsgeschichte), traduzione di Francesca Cecchini, in Futuro Europa 27, Perseo Libri, 2000

### Alcune edizioni in tedesco

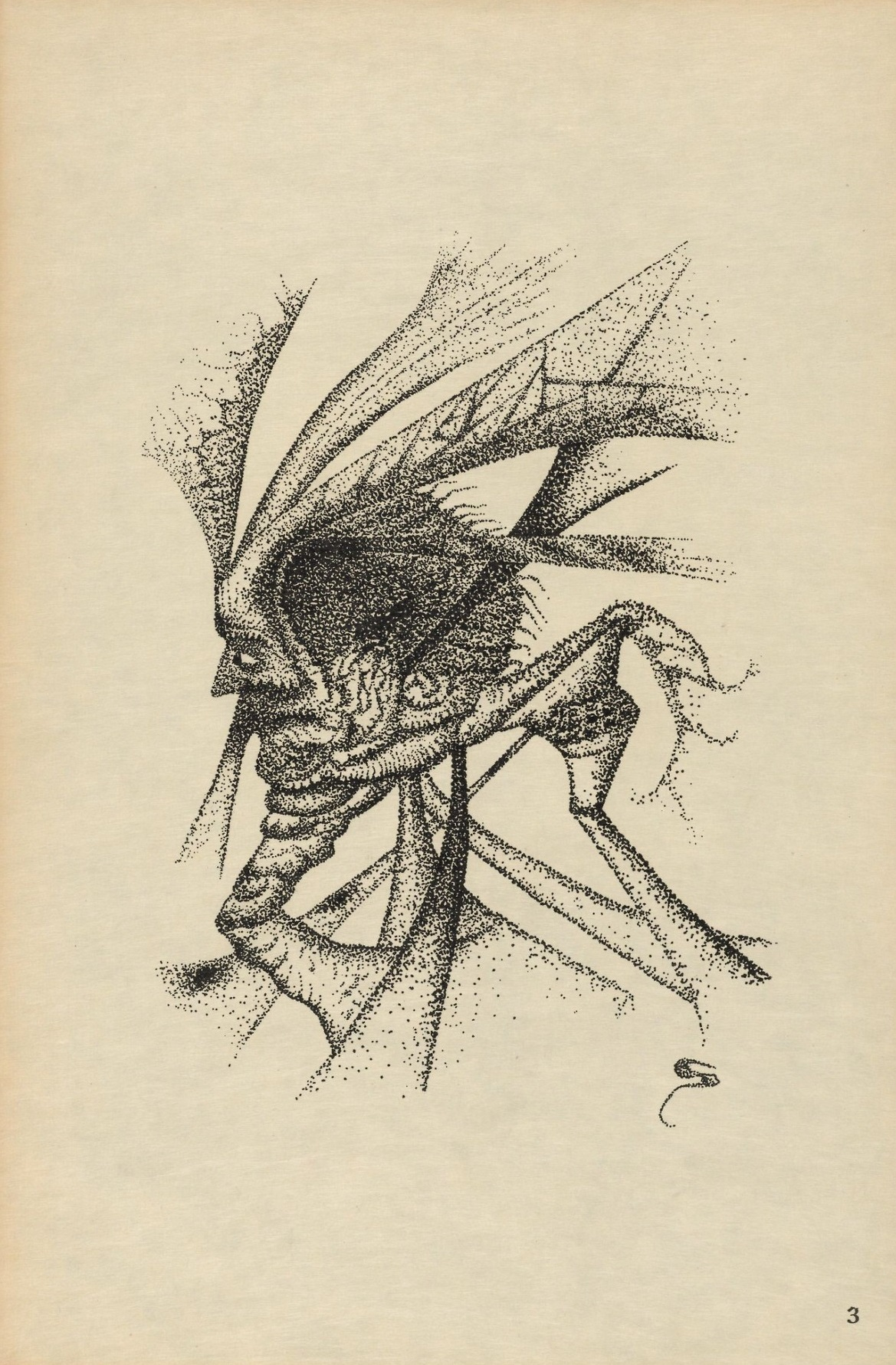
Da Jenseits-Galeri, 1907

- Das Paradies. Die Heimat der Kunst, George und Fiedler, Berlino, 1889, Seconda edizione: Verlag deutscher Phantasten, Berlino, 1893
- Ja ... was ... möchten wir nicht Alles! Ein Wunderfabelbuch, Verlag deutscher Phantasten, Berlino, 1893
- Tarub. Bagdads berühmte Köchin. Arabischer Kulturroman, Verein für Deutsches Schriftthum, Berlino, 1897
- Ich liebe Dich!. Ein Eisenbahn-Roman mit 66 Intermezzos, Schuster und Loeffler, Berlino, 1897
- Der Tod der Barmekiden. Arabischer Haremsroman, Verlag Kreisende Ringe, Lipsia, 1897
- Na Prost!. Phantastischer Königsroman, Schuster und Loeffler, Berlino, 1898
- Rakkóx der Billionär. Ein Protzenroman, Die wilde Jagd. Ein Entwicklungsroman, Insel, Lipsia, 1901
- Die Seeschlange. Ein See-Roman J. C. C. Bruns, Minden, 1901
- Liwûna und Kaidôh. Ein Seelenroman, Insel, Lipsia, 1902
- Die große Revolution. Ein Mondroman, Insel, Lipsia, 1902
- Immer mutig! Ein phantastischer Nilpferdroman, 2 volumi, J. C. C. Bruns, Minden, 1902
- Der Aufgang zur Sonne. Hausmärchen, J. C. C. Bruns, Minden, 1903
- Kometentanz. Astrale Pantomime in zwei Aufzügen, Insel, Lipsia, 1903
- Machtspäße. Arabische Novellen, Eduard Eisselt, Berlino, 1904
- Revolutionäre Theater-Bibliothek, con disegno dello stesso Scheerbart, 6 volumi, Eduard Eisselt, Berlino, 1904
- Der Kaiser von Utopia. Ein Volksroman, Eduard Eisselt, Berlino, 1904
- Don Miguel de Cervantes Saavedra Schuster und Loeffler, Berlino, 1904
- Münchhausen und Clarissa. Ein Berliner Roman Oesterheld, Berlino, 1906
- Jenseits-Galerie. Ein Mappenwerk Oesterheld, Berlino, 1907, (raccolta di disegni fantastici)
- Kater-Poesie. Rowohlt, Parigi-Lipsia, 1909
- Die Entwicklung des Luftmilitarismus und die Auflösung der europäischen Land-Heere, Festungen und Seeflotten. Eine Flugschrift Oesterheld, Berlino, 1909
- Das Perpetuum mobile. Die Geschichte einer Erfindung, Rowohlt, Lipsia, 1910 (Contiene un pieghevole con 26 disegni tecnici)
- Astrale Novelletten. Dreililien-Verlag, Karlsruhe-Lipsia, 1912
- Das große Licht. Ein Münchhausen-Brevier, Rabinowitz, Lipsia, 1912
- Lesabéndio. Ein Asteroiden-Roman, con 14 disegni di Alfred Kubin, Georg Müller, Monaco-Lipsia, 1913
- Das graue Tuch und zehn Prozent Weiß. Ein Damenroman, Georg Müller, Monaco-Lipsia, 1914
- Glasarchitektur. Verlag Der Sturm, Berlino, 1914
- Die Mopsiade. Alfred Richard Meyer, Berlino, 1920
- Das Lachen ist verboten ..., See-Igel-Verlag Fritz Nuernberger, Berlino, 1929